# Risto Korhonen
Pour les articles homonymes, voir Korhonen.
Risto Korhonen (né le 27 novembre 1986 à Sotkamo en Finlande) est un joueur professionnel finlandais de hockey sur glace. Il évolue au poste de défenseur.

## Biographie

### Carrière en club
Formé au Hokki Kajaani, il décroche la Suomi-Sarja 2002. Puis, il rejoint les équipes de jeunes du Kärpät Oulu. Il est repêché au cinquième tour en 159e position au total dans le repêchage d'entrée dans la LNH 2005 par les Hurricanes de la Caroline. Il débute dans la SM-liiga avec le HPK Hämeenlinna. L'équipe remporte le titre national en 2006. Il met un terme à sa carrière en 2010 après plusieurs saisons marquées par les blessures.

### Carrière internationale
Il représente la Finlande en sélections jeunes.

## Statistiques

### En club
| Saison    | Équipe          | Ligue       |    | Saison régulière | Saison régulière | Saison régulière | Saison régulière | Saison régulière |   | Séries éliminatoires | Séries éliminatoires | Séries éliminatoires | Séries éliminatoires | Séries éliminatoires |
| Saison    | Équipe          | Ligue       | PJ | B                | A                | Pts              | Pun              | PJ               | B | A                    | Pts                  | Pun                  |                      |                      |
| 2001-2002 | Hokki Kajaani   | Suomi-Sarja | 3  | 0                | 0                | 0                | 0                | -                | - | -                    | -                    | -                    |                      |                      |
| 2005-2006 | HPK Hämeenlinna | SM-liiga    | 22 | 0                | 0                | 0                | 18               | 8                | 0 | 0                    | 0                    | 16                   |                      |                      |
| 2005-2006 | Finlande U20    | Mestis      | 5  | 0                | 0                | 0                | 8                | -                | - | -                    | -                    | -                    |                      |                      |
| 2006-2007 | HPK Hämeenlinna | SM-liiga    | 23 | 1                | 0                | 1                | 24               | 7                | 0 | 0                    | 0                    | 0                    |                      |                      |
| 2008-2009 | HPK Hämeenlinna | SM-liiga    | 23 | 0                | 0                | 0                | 2                | 4                | 0 | 0                    | 0                    | 0                    |                      |                      |
| 2008-2009 | LeKi            | Mestis      | 13 | 1                | 2                | 3                | 20               | -                | - | -                    | -                    | -                    |                      |                      |
| 2009-2010 | HPK Hämeenlinna | SM-liiga    | 3  | 0                | 1                | 1                | 4                | -                | - | -                    | -                    | -                    |                      |                      |
| 2009-2010 | LeKi            | Mestis      | 1  | 0                | 0                | 0                | 4                | -                | - | -                    | -                    | -                    |                      |                      |

### En équipe nationale
| Année | Évènement                            |   | PJ | B | A | Pts | +/- | Pun                |  | Résultat |
| 2003  | Championnat du monde moins de 18 ans | 6 | 0  | 2 | 2 | +3  | 6   | Septième place     |  |          |
| 2004  | Championnat du monde moins de 18 ans | 6 | 1  | 1 | 2 | +5  | 4   | Septième place     |  |          |
| 2005  | Championnat du monde junior          | 6 | 0  | 1 | 1 | -1  | 10  | Cinquième place    |  |          |
| 2006  | Championnat du monde junior          | 7 | 0  | 0 | 0 | -1  | 2   | Médaille de bronze |  |          |